# Motorový kluzák

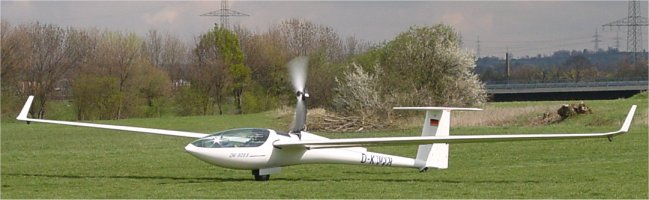
DG-808B 18m startující ze země svépomocí

Motorový kluzák je letadlo s pevnými křídly, jež je schopno létat jak s motorem tak bez motoru. Dle definice Plachtařské Komise FAI (FAI Gliding Commission) je to letadlo těžší než vzduch s pevnými křídly vybavené vlastním pohonem, jež je schopno trvale stoupavého letu bez pomocí tohoto pohonu. V USA takovýto motorový kluzák může být certifikován až pro dvě osoby do maximální hmotnosti 850 kg s maximálním poměrem hmotnosti k ploše křídel do 3 kg/m². Podobné požadavky existují v evropských předpisech JAA/EASA, maximální povolená hmotnost je 750 kg.

## Historie

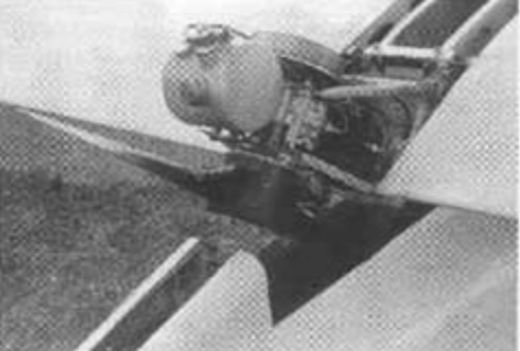
Zatažitelný motor kluzáku Carden-Baynes Auxiliary

V roce 1935 navrhl Sir John Carden pomocný motor, jenž mohl být zatažen. Toto zařízení se stalo součástí Carden-Baynes Auxiliary, což byl první motorový kluzák se zatažitelným motorem, který poprvé vzlétl dne 8. srpna téhož roku.

## Typy
Většina motorových kluzáků je vybavena vrtulí, která může být pevná, nastavitelná nebo zatažitelná. V současnosti jsou pro pohon motorových kluzáků k dispozici také proudové motory, z nichž většina slouží jako podpůrné motory, tzn. pro udržení klouzavého letu.